# 여릉군 (중국)
여릉군(廬陵郡)은 후한말에 신설된 중국의 옛 군으로 장시성의 지급시인 지안시의 전시이다.

## 오
197년(후한 헌제 건안 2년), 유요가 죽었을 무렵 손책에게 태사자가 예장군의 정황을 보고했는데 단양군 사람 동지(僮芝)가 예장군의 여릉현에서 할거하면서 예장태수 화흠을 따르지 않고 여릉태수를 자처하고 있었다고 한다. 199년(후한 헌제 건안 4년), 손책이 여강태수 유훈과 강하태수 황조를 모두 격파하고 돌아오면서 예장군을 평정하고 후속 작전을 맡긴 손보와 주유가 여릉을 획득하자, 손책이 손보에게 태수직을 맡겼다. 그러나 《삼국지》 오서의 손책전에서는 손책이 왕랑을 무찌른 이후 회계태수, 단양태수, 오군태수를 임명할 때 함께 예장군에서 여릉군을 나눠 손보를 태수로 삼은 것으로 나오고, 《진서》와 《송서》에서도 이를 따라 여릉군을 각각 흥평 중(194년 ~ 195년)과 흥평 원년(194년)에 손책이 설치한 것으로 나온다. 손휴때 여릉군의 남부지역에 남부도위가 파견되었다.
| 현명   | 한자   | 대략적 위치                                               | 비고 |
| ------ | ------ | --------------------------------------------------------- | --- |
| 서창현 | 西昌縣 | 지안시 타이허현                                           | 191년(후한 헌제 초평 2년) 여릉땅에서 분리신설되었다.                                                                                 |
| 고창현 | 高昌縣 | 지안시 타이허현 북서 30리 석산향(石山鄕) 일대             | 본래 여릉현(廬陵縣)이었는데 191년 지금의 이름으로 개명되었다.                                                                        |
| 석양현 | 石陽縣 | 지안시 지수이현 동북 30리 일강촌(日岡村) 일대             | 96년(후한 화제 영원 8년) 해혼현에서 신설되었다. 194년 여릉군으로 분리되었다.                                                         |
| 파구현 | 巴丘縣 | 지안시 샤장현 파구진(巴邱鎭)                              | 200년(후한 헌제 건안 5년) 석양현에서 분리신설되었다.                                                                                 |
| 남야현 | 南野縣 | 간저우시 난캉구 서남 부석향(浮石鄕) 일대                  | |
| 동창현 | 東昌縣 | 지안시 지안현 영화진(永和鎭)                              | 252년(오 폐제 건흥 원년) 신설되었다.                                                                                                 |
| 신흥현 | 新興縣 | 지안시 완안현 서북 15리 오풍진(五豐鎭) 수천강구(遂川江口) | 본래 199년(후한 헌제 건안 4년) 신설된 수흥현(遂興縣)이었다. 222년(손권 황무 원년) 지금의 이름으로 개명되었다.                        |
| 길양현 | 吉陽縣 | 지안시 샤장현 동북 사방향(沙坊鄕) 감강 북안               | 253년(오 폐제 건흥 2년) 신설되었다.                                                                                                  |
| 흥평현 | 興平縣 | 지안시 융펑현 동북 견전촌(梘田村)                         | 194년 신설되었다. |
| 양성현 | 陽城縣 | 지안시 융펑 현 고현진(古縣鎭)                             | 191년 신설되었다. |
| 감현   | 贛縣   | 간저우시                                                  | 남부도위에 속했다가 남강군으로 분리되었다.                                                                                           |
| 우도현 | 雩都縣 | 간저우시 위두현 동북 양자촌(羊子村) 일대                  | 남부도위에 속했다가 남강군으로 분리되었다.                                                                                           |
| 평양현 | 平陽縣 | 간저우시 싱궈현 남 용구진(龍口鎭) 일대                    | 222년 감현에서 분리신설되었다. 280년 평고현(平固縣)으로 개명되었다.                                                                  |
| 안남현 | 安南縣 | 간저우시 난캉구                                           | 191년 신설되었다. 280년 안남현(安南縣)에서 남강현(南康縣)으로 개명되었다. 남부도위에 속했다가 남강군으로 분리되었다.                 |
| 게양현 | 揭陽縣 | 간저우시 스청현 서 병산진(屛山鎭) 서북                    | 본래 222년 신설된 파양현(彼陽縣)이다. 236년(오 대제 가화 5년) 지금의 이름으로 개명되었다. 남부도위에 속했다가 남강군으로 분리되었다. |

## 진
오나라가 멸망한 이후인 282년(서진 무제 태강 3년), 남부도위가 남강군으로 분리되었다. 서진대에는 10현 12,200호를 거느렸다. 291년(진 혜제 원강 원년) 강주가 신설되면서 강주의 속군이 되었다.
| 현명   | 한자   | 대략적 위치                                               | 비고                                                        |
| ------ | ------ | --------------------------------------------------------- | ----------------------------------------------------------- |
| 서창현 | 西昌縣 | 지안시 타이허현                                           |                                                             |
| 고창현 | 高昌縣 | 지안시 타이허현 북서 30리 석산향(石山鄕) 일대             |                                                             |
| 석양현 | 石陽縣 | 지안시 지수이현 동북 30리 일강촌(日岡村) 일대             |                                                             |
| 파구현 | 巴丘縣 | 지안시 샤장현 파구진(巴邱鎭)                              |                                                             |
| 남야현 | 南野縣 | 간저우시 난캉구 서남 부석향(浮石鄕) 일대                  |                                                             |
| 동창현 | 東昌縣 | 지안시 지안현 영화진(永和鎭)                              |                                                             |
| 수흥현 | 遂興縣 | 지안시 완안현 서북 15리 오풍진(五豐鎭) 수천강구(遂川江口) | 280년(서진 무제 태강 원년) 신흥현이 본래 이름으로 돌아갔다. |
| 길양현 | 吉陽縣 | 지안시 샤장현 동북 사방향(沙坊鄕) 감강 북안               |                                                             |
| 흥평현 | 興平縣 | 지안시 융펑현 동북 견전촌(梘田村)                         |                                                             |
| 양풍현 | 陽豐縣 | 지안 시 융펑 현 고현진(古縣鎭)                            | 280년 양성현이 지금의 이름으로 개명되었다.                  |

## 남조
유송대 여릉군은 9현 4,455호 31,271명의 주민들을 거느렸다. 강주의 치소인 심양까지 수로로 2,000리, 육로로 1,600리, 수도 건강까지 수로로 3,600리 거리였다. 여릉군의 속현은 남제시기에도 그대로 유지되었다. 양나라 때 흥평현이 파산군으로 분리되었다.
| 현명   | 한자   | 대략적 위치                                               | 민정       | 비고                                               |
| ------ | ------ | --------------------------------------------------------- | ---------- | -------------------------------------------------- |
| 석양현 | 石陽縣 | 지안시 지수이현 동북 30리 일강촌(日岡村) 일대             | 자상(子相) |                                                    |
| 서창현 | 西昌縣 | 지안시 타이허현                                           | 후상(候相) |                                                    |
| 동창현 | 東昌縣 | 지안시 지안현 영화진(永和鎭)                              | 자상(子相) |                                                    |
| 길양현 | 吉陽縣 | 지안시 샤장현 동북 사방향(沙坊鄕) 감강 북안               | 남상(男相) | 590년(수 문제 개황 10년) 폐지되었다.               |
| 파구현 | 巴丘縣 | 지안시 샤장현 파구진(巴邱鎭)                              | 남상(男相) |                                                    |
| 흥평현 | 興平縣 | 지안시 융펑현 동북 견전촌(梘田村)                         | 후상(候相) | 양나라 때 파산군이 신설되자 파산군으로 편입되었다. |
| 양풍현 | 陽豐縣 | 지안 시 융펑 현 고현진(古縣鎭)                            | 남상(男相) |                                                    |
| 고창현 | 高昌縣 | 지안시 타이허현 북서 30리 석산향(石山鄕) 일대             | 남상(男相) | 양나라 때 석양현에 통폐합되었다.                   |
| 수흥현 | 遂興縣 | 지안시 완안현 서북 15리 오풍진(五豐鎭) 수천강구(遂川江口) | 남상(男相) |                                                    |

## 수
수나라가 진나라를 멸망시킨뒤 주현제를 실시하면서 여릉군을 폐지, 길주(吉州)를 설치했다. 수양제시기 군현제가 시행되면서 길주가 여릉군으로 바뀌었다. 4현 23,714호를 거느렸다.
| 현명   | 한자   | 대략적 위치          | 비고 |
| ------ | ------ | -------------------- | --- |
| 여릉현 | 廬陵縣 | 지안 시 지수이 현 북 | 591년(수 문제 개황 11년) 석양현이 지금의 이름으로 개명되었고 양풍현이 통폐합되었다.                                                                                          |
| 태화현 | 泰和縣 | 지안 시 타이허 현    | 591년(수문제 개황 11년) 서창현이 지금의 이름으로 바뀌고 동창현, 수흥현의 2현이 통폐합되었다.                                                                                 |
| 안복현 | 安復縣 | 지안 시 안푸 현      | 안성군(安成郡)이 설치되었으나 통일이후 현으로 폐지되었다. 598년(수문제 개황 18년) 안성현(安成縣)에서 지금의 이름으로 개명되었다. 현내에 갱생산(更生山), 장령(長嶺)이 있었다. |
| 신감현 | 新淦縣 | 지안 시 신간 현      | 현내에 옥사산(玉笥山)이 있었다. 591년(수 문제 개황 11년) 파구현이 통폐합되었다.                                                                                              |

## 당
622년(당 고조 무덕 5년), 군벌 임사홍을 정복하면서 당나라에 편입되었고 옛 여릉군 자리에 길주를 설치, 여릉현과 신감현을 통치하게 했고 태화현이 영신현, 광흥현, 동창현과 함께 남평주(南平州)로 분리되었다. 624년(당 고조 무덕 7년), 수나라 말기 안복현에서 신설된 영주(潁州)를 폐지하고 본주로 내속되었고, 625년(당 고조 무덕 8년), 남평주가 폐지되면서 여타 3개현을 흡수한 태화현이 흡수되었다. 742년(당 현종 천보 원년) 군현제가 시행되면서 여릉군으로 개명되었다가 758년(당 현종 건원 원년) 주현제를 다시 시행하면서 길주로 돌아왔다. 본래 4현 15,040호 53,285명을 거느렸으나 천보연간에 5현 37,752호 237,032명을 거느렸다.
| 현명   | 한자   | 대략적 위치       | 비고 |
| ------ | ------ | ----------------- | --- |
| 여릉현 | 廬陵縣 | 지안 시           | 682년(당 고종 영순 원년), 치소가 자양성(子陽城)에서 지금의 위치로 옮겨졌다.                                                 |
| 태화현 | 泰和縣 | 지안 시 타이허 현 | 622년 남평주가 신설되면서 영신현, 광흥현, 동창현을 속현으로 두었다. 남평주가 폐지되자 상기한 3개현은 태화현에 통폐합되었다. |
| 안복현 | 安福縣 | 지안 시 안푸 현   | 본래 안복현(安復縣)이었다가 지금의 이름으로 개명되었다.                                                                     |
| 신감현 | 新淦縣 | 지안 시 신간 현   | |
| 영신현 | 永新縣 | 지안 시 융신 현   | 657년(당 고종 현경 원년) 태화현에서 분리신설되었다.                                                                         |

## 역대 태수

### 후한
- 동지(僮芝, 197년 당시 ~ 199년)
- 손보(194년? 195년? 199년 ~ ?)
- 여대(215년 이후 ~ 220년)

### 서진
- 보기(步璣, 영직, 272년 ~ ?)